# Doug Collins
Paul Douglas "Doug" Collins (Christopher (Illinois) 28 de julho de 1951) é um ex-basquetebolista e treinador estadunidense. Ele foi a primeira escolha no Draft da NBA de 1973 e quatro vezes selecionado para o NBA All Star Game. Tornou-se treinador na NBA após a carreira, treinando Chicago Bulls, Detroit Pistons, Washington Wizards e Philadelphia 76ers. Atualmente é comentarista de NBA em pré jogos do NBA Countdown.

## Biografia

### Ensino Médio e Universidade
Collins desfrutou de uma carreira bem sucedida no Ensino Médio de basquete em Benton High School, em Benton, Illinois, sob renomado treinador rico Herrin, depois que ele passou a jogar para Illinois State University, em Normal, Illinois, em 1969.

### Olímpiadas de 1972
Collins foi escolhido para representar os Estados Unidos nos Jogos Olímpicos de Verão de 1972 em Munique, Alemanha Ocidental. Enquanto esses jogos são lembrados principalmente pelo ataque terrorista que deixou onze atletas israelenses mortos, havia também o jogo controverso da decisão damedalha de ouro entre os Estados Unidos e a União Soviética, em que Collins desempenhou um papel fundamental. Os Estados Unidos estavam invictos na história competição olímpica de basquete, e amplamente favoritos para permanecer invictos após estes Jogos Olímpicos. Depois que Collins acertou dois lances livres perto do fim do jogo final, os Estados Unidos tinham uma vantagem de 50-49. No entanto, a confusão sobre uma chamada de tempo limite e problemas subsequentes com o relógio do jogo levou as autoridades do jogo para reiniciar o jogo final de três segundos duas vezes. Em sua tentativa final, os soviéticos fizeram uma bandeja para assumir a liderança. Isso deu aos EUA sua primeira derrota olímpica por uma margem 51-50.

### Carreira como Jogador
Depois desse jogo polêmico, Collins passou a ser preterido pelo Denver Nuggets na NBA. Em um Draft complementar em 1973, ele foi escolhido pelo New York Nets. Apesar de ter sido assediado por equipes da ABA, ele nunca jogou nessa liga, em vez de escolher para jogar na NBA, onde ele tinha sido o número um no Draft 1973 da NBA, escolhido pelo Philadelphia 76ers. Ele só jogou 25 jogos seu ano de estreia, na temporada 1973-74, com média de 8 pontos por jogo.
Seus números melhoraram substancialmente ao longo das próximas temporadas, marcando quase 18 pontos, 2,6 assistências e pegando quase 4 rebotes por jogo em 81 jogos durante a temporada de 1974-1975, e, em seguida, marcando 20,8 pontos por jogo e quatro rebotes por jogo em 1975-1976. Collins participou de quatro equipes All-Star no final dos anos 1970.
Ele continuou registrando uma média de cerca de 19 pontos e quatro rebotes por jogo para as próximas três temporadas, com o 76ers chegou às finais da NBA durante a temporada 1976-1977. Embora a equipe contasse com Julius Erving, entre outros, os Sixers não poderiam superar Bill Walton e os Portland Trail Blazers nessas finais, perdendo quatro jogos a dois.
Durante a temporada de 1978-1979, Collins sofreu uma grave lesão, que o limitado a apenas 47 jogos naquele ano, e, eventualmente, o forçou a se aposentar como um jogador de basquete. Sua última temporada foi 1980-81, em que ele só iria jogar 12 jogos antes de anunciar sua aposentadoria.
Collins marcou um total de 7.427 pontos em 415 jogos da NBA, para uma média de 17,9 pontos por jogo, enquanto agarrou 1.339 rebotes para 3,2 por jogo, e distribuindo 1.368 assistências, com média de 3,3 assistências por jogo. Como os três tiros de ponto eram novos para o basquete quando Collins se aposentou, ele só levou um daqueles durante sua carreira na NBA, perdendo isso.

### Pós Carreira como Jogador
Após sua aposentadoria, Collins começou sua carreira como treinador. Ele se juntou à equipe de Bob Weinhauer na Universidade da Pensilvânia, como assistente técnico e mais tarde seguiu Weinhauer para Arizona State para a mesma função.

#### Treinador dos Bulls
Collins assumiu seu primeiro trabalho como treinador principal com o Chicago Bulls em 1986, onde ele treinou os jovens Michael Jordan e Scottie Pippen. Ele levou os Bulls a uma série de aparições em playoffs, incluindo o seu melhor recorde em 15 anos e uma final da Conferência Leste. Collins fez temporada de sucesso regular com os Bulls, ganhando 137 jogos em suas três temporadas completas como treinador e nunca perder os playoffs. Collins, no entanto, não foi capaz de superar os Pistons, rivais na Divisão Central nos playoffs. Os Bulls perderam para o Pistons em 5 jogos em 1988 nas Semifinais da Conferência Leste. Apesar de ocupar uma vantagem inicial de 2-1 série, os Bulls novamente perderam para os Pistons em 6 jogos nas Finais da Conferência Leste em 1989. A participação das Finais de  Conferência foram as primeiras  desde 1975. Apesar disso, Collins foi demitido no verão de 1989.

#### Treinador dos Pistons
Collins foi nomeado o treinador do Detroit Pistons, em 1995, e em sua primeira temporada foi capaz de melhorar o registro da equipe da temporada passada para 18 jogos. Em 1997 foi o treinador do Time da Conferência Leste. Ele serviu como treinador principal Pistons até 2 de fevereiro de 1998, quando ele foi demitido e substituído por Alvin Gentry. Collins, em seguida, trabalhou como comentarista em canal de televisão, trabalhando por muitos anos em várias redes, como a NBC na NBA na NBC e TNT na NBA na TNT.

#### Treinador do Wizards
Ele trabalhou por uma emissora por aproximadamente cinco anos, antes de ser contratado para treinar o Washington Wizards, antes do início da temporada 2001-02 da NBA. Em Washington, Collins se reuniu com Michael Jordan e Charles Oakley. Mais uma vez, em sua primeira temporada com a sua nova equipe, Collins melhorou recorde da equipe da temporada passada por 18 jogos. Embora sua porcentagem de 0,451 ganhando por 2 temporadas foi melhor do que 0.308 registro dos Wizards nas 2 temporadas anteriores (e subsequente 0,305 recorde na temporada seguinte), Collins foi demitido ao fim da Temporada 2002–03.

#### Retorno para a Televisão
Depois de ser demitido pelos assistentes, Collins voltou para anunciar jogos para TNT. Além disso, atuou como analista para a cobertura de TV NBC Sports de basquete nos Jogos Olímpicos de Verão de 2008 em Pequim. Ele também foi um analista de basquete para a NBC durante os Jogos Olímpicos de Verão de 2012 em Londres.
Durante este tempo, o nome de Collins vem à tona várias vezes para vagas de treinador principal. Em 2005, ele era um candidato para o trabalho no Milwaukee Bucks, mas foi preterido por Terry Stotts. Collins foi abordado pela equipe novamente em 2008 para servir como seu gestor e treinador, mas novamente não deu certo. Em maio de 2008, Collins estava em negociações para treinar o Chicago Bulls, quase 20 anos depois que ele foi demitido da equipe. No entanto, Collins retirou o seu nome quando ele e proprietário Jerry Reinsdorf "concordaram que não era o melhor para continuar este caminho", à luz da sua estreita amizade pessoal.

#### Treinador dos 76ers
Em 21 de maio de 2010, Collins foi contratado como treinador principal do Philadelphia 76ers. Enquanto o seu iniciou nos 76ers começaram com um péssimo retrospecto de 3-13, a equipe mostrou melhora com a evolução da temporada, e conquistou o sétimo lugar na Conferência Leste para os playoffs. Sob Collins, a equipe aumentou a sua vitória total, em 14 jogos ao longo da época anterior, e fez sua terceira aparição nos playoffs em quatro anos. Eles perderam para o eventual campeão da Conferência Leste Miami Heat na primeira rodada, mas foram capazes de evitar a varredura que tinha sido previsto. Collins terminou em segundo na votação de Treinador do Ano nessa temporada.
Após o Lockout de 2011-2012, Collins liderou os Sixers a um melhor desempenho, mas Philadelphia só foi capaz de tomar a oitava colocação nos playoffs. Contra os melhores colocados Chicago Bulls, Collins liderou o Sixers a sua primeira vitória da série playoff desde 2003. Foi a quinta vez na história da NBA que um oitavo na temporada regular derrotou um primeiro colocado em uma série de playoff. Eles levaram a próxima série contra o Boston Celtics para sete jogos, mas perdeu.
Collins deixou o cargo de treinador 76ers em 18 de Abril de 2013, depois de uma temporada 34-48. Foi anunciado que ele iria ficar com a equipe como um conselheiro.

## Vida Pessoal
Doug e sua esposa Kathy têm dois filhos. Eles residem no Vale do Delaware. Seu filho Chris, um ex-jogador de basquete profissional, é o treinador de basquete na Northwestern University e sua filha Kelly, que jogou basquete na Universidade de Lehigh, é uma professora de escola na Pensilvânia.

## Honras
Quadra de basquete do Illinois State University é nomeado após Collins (Doug Collins Tribunal na Redbird Arena). Uma estátua representando Collins e seu treinador ISU, Will Robinson, foi inaugurada em 19 de setembro de 2009, em frente à entrada norte de Redbird Arena.